# Charles Laborde
Charles Laborde est un homme politique français né le 19 novembre 1737 à Condom (Gers) et décédé le 1er avril 1810 au même lieu.

## Biographie
Curé de Corneillan, il est député du clergé aux États généraux de 1789 pour la sénéchaussée de Condom. Il siège avec les partisans de l'Ancien Régime.

## Sources
- Ressource relative à la vie publique :   - Base Sycomore
- « Charles Laborde », dans Adolphe Robert et Gaston Cougny, Dictionnaire des parlementaires français, Edgar Bourloton, 1889-1891 [détail de l’édition]